# 大原村 (茨城県)
大原村（おおはらむら）は茨城県西茨城郡にかつて存在した村である。

## 地理
- 旧友部町の北部、現在の笠間市の東部に位置する。
- 村は涸沼川の支流が流れる。

## 歴史
村名は小原村・上市原村・中市原村・下市原村の原に村が大きく発展するようにという意味の大を組み合わせて大原村になった。
現在は笠間市立大原小学校等に名をとどめる。

### 村域の変遷
- 1889年（明治22年）4月1日 - 町村制施行により、小原村・上市原村・中市原村・下市原村が合併し西茨城郡大原村が発足。[1][2]
- 1949年（昭和24年）
  - 笠間町大字笠間の一部が大字下市原に編入。
  - 下中妻村大字小林の一部が大字小原に編入。
  - 大字小原の一部が下中妻村大字小林に編入。
- 1955年（昭和30年）1月15日 - 宍戸町・北川根村と合併し友部町が発足。同日大原村廃止。
- 1956年（昭和31年） - 旧村域の一部（下市原の一部）が笠間町大字笠間に編入。
- 1957年（昭和32年） - 旧村域の一部（下市原の一部）が笠間町大字笠間に編入。
- 2006年（平成18年）3月20日 - 友部町が笠間市・岩間町と合併して笠間市となる。

### 変遷表
| 大原村村域の変遷表 | 大原村村域の変遷表 | 大原村村域の変遷表    | 大原村村域の変遷表 | 大原村村域の変遷表  | 大原村村域の変遷表      | 大原村村域の変遷表                                 | 大原村村域の変遷表          | 大原村村域の変遷表 | 大原村村域の変遷表 |
| 1868年 以前        | 1868年 以前        | 明治元年 - 明治22年   | 明治22年 4月1日    | 明治22年 - 昭和19年 | 昭和20年 - 昭和64年     | 昭和20年 - 昭和64年                                | 平成元年 - 現在             | 現在               |                    |
| ------------------ | ------------------ | --------------------- | ------------------ | ------------------- | ----------------------- | -------------------------------------------------- | --------------------------- | ------------------ | ------------------ |
|                    | 小原村             | 小原村                | 大原村             | 大原村              | 昭和24年 下中妻村に編入 | 昭和30年2月11日 内原村 昭和40年1月1日 町制         | 平成17年2月1日 水戸市に編入 | 水戸市             |                    |
|                    | 小原村             | 小原村                | 大原村             | 大原村              | 大原村                  | 昭和30年1月15日 友部町                             | 平成18年3月19日 笠間市      | 笠間市             |                    |
|                    | 小林村 の一部      | 小林村 の一部         | 下中妻村           | 下中妻村            | 昭和24年 大原村に編入   | 昭和30年1月15日 友部町                             | 平成18年3月19日 笠間市      | 笠間市             |                    |
|                    | 上市原村           | 上市原村              | 大原村             | 大原村              | 大原村                  | 昭和30年1月15日 友部町                             | 平成18年3月19日 笠間市      | 笠間市             |                    |
|                    | 中市原村           |                       | 大原村             | 大原村              | 大原村                  | 昭和30年1月15日 友部町                             | 平成18年3月19日 笠間市      | 笠間市             |                    |
|                    | 下市毛村の一部     | 明治11年 笠間町の一部 | 笠間町の一部       | 笠間町の一部        | 昭和24年 大原村に編入   | 昭和30年1月15日 友部町                             | 平成18年3月19日 笠間市      | 笠間市             |                    |
|                    | 下市原村           | 下市原村              | 大原村             | 大原村              | 大原村                  | 昭和30年1月15日 友部町                             | 平成18年3月19日 笠間市      | 笠間市             |                    |
|                    | 下市原村           | 下市原村              | 大原村             | 大原村              | 大原村                  | 昭和31年 昭和32年 笠間町に編入 昭和33年8月1日 市制 | 平成18年3月19日 笠間市      | 笠間市             |                    |

## 大字
- 小原（おばら）
- 上市原（かみいちばら）
- 中市原（なかいちばら）
- 下市原（しもいちばら）

## 人口・世帯

### 人口
総数 [単位： 人]
| 1891年（明治24年） | 2,893 |
| 1920年（大正 9年） | 3,092 |
| 1935年（昭和10年） | 3,291 |
| 1950年（昭和25年） | 4,307 |

### 世帯
総数 [単位： 世帯]
| 1920年（大正 9年） | 617 |
| 1935年（昭和10年） | 586 |
| 1950年（昭和25年） | 723 |

## 交通

### 道路
- 二級国道
  - 国道122号（ → 国道50号）